# Český Dub
Český Dub är en stad i Tjeckien. Den ligger i den norra delen av landet, 80 km nordost om huvudstaden Prag. Český Dub ligger 328 meter över havet och antalet invånare är 2 698.
Terrängen runt Český Dub är platt åt sydväst, men åt nordost är den kuperad.Runt Český Dub är det ganska tätbefolkat, med 56 invånare per kvadratkilometer. Närmaste större samhälle är Liberec, 12,6 km norr om Český Dub. Omgivningarna runt Český Dub är en mosaik av jordbruksmark och naturlig växtlighet.